# GO!GO!7188
I GO!GO!7188 (pronuncia: Go Go Nana Ichi Hachi Hachi), anche chiamati Gogo, sono stati un gruppo musicale rock giapponese attivo dal 1998 al 2012 e originario di Kagoshima.

## Formazione
- Yū (Yumi Nakashima) - voce, chitarra
- Akko (Akiko Noma) - basso, cori
- Turkey (Takayuki Hosokawa) - batteria, cori

## Discografia
Album originali
1. Dasoku Hokō (蛇足歩行) (2000)
2. Gyotaku (魚磔) (2001)
3. Tategami (鬣) (2003)
4. Ryūzetsuran (竜舌蘭) (2004)
5. Parade (パレード) (2006)
6. 569 (ゴーロック) (2007)
7. Antenna (アンテナ) (2009)
8. Go!!GO!GO!Go!! (2010)

Altri album
1. Tora no Ana (虎の穴) (2002) (cover)
2. Kyū Ni Ichi Jiken (九・二一事件) (2003) (live)
3. Gonbuto Tour Nippon Budōkan (Kanzen-ban) (ごんぶとツアー日本武道館(完全版)) (2005) (live)
4. Who Plays a Go-Go? ~GO!GO!7188 Amateur Tribute Album~ (2005) (album tributo)
5. Best of GO!GO! (ベスト オブ ゴー！ゴー！) (2006) (raccolta)
6. Tora no Ana 2 (虎の穴 2) (May 28, 2008) (cover)
7. 2man Tour Tetsuko no Hair + Open Night Family ~Yokae no Kazoku~ (2008) (live & DVD)

Singoli
1. Taiyō (太陽) (2000)
2. Jet Ninjin (ジェットにんぢん) (2000)
3. Koi no Uta (こいのうた) (2000)
4. Mushi '98 (むし'98) (2000)
5. Dotanba de Cancel (ドタン場でキャンセル) (2001)
6. Aa Seishun (あぁ青春) (2001)
7. C7 (2001)
8. Ukifune (浮舟) (2002)
9. Tane (種) (2003)
10. Ruriiro (瑠璃色) (2003)
11. Aoi Kiretsu (青い亀裂) (2004)
12. Kinkyori Ren'ai (近距離恋愛) (2006)
13. Manatsu no Dance Hall (真夏のダンスホール) (2007)
14. Kataomoi Fighter (片思いファイター) (2008)
15. Futashika Tashika (ふたしかたしか) (2009)